# Arra Mountains
Die Arra Mountains (irisch Sliabh Ara) sind ein kleines Gebirge in Irland. Sie werden auch Arra Hills genannt.

## Lage
Die Arra Mountains liegen im County Tipperary in Irland zwischen den Orten Nenagh und Ballina. Im Westen liegt der Lough Derg und im Osten führt die Autobahn M7 nach Limerick vorbei. Die höchste Erhebung ist der Tountinna (irisch Tonn Toinne) mit 457 Metern am nordwestlichen Rand.

## Steinbrüche
Im frühen 19. Jahrhundert wurden am nördlichen Rand zwei Schiefersteinbrüche angelegt. Sie sind unter dem Namen Killaloe Slate Quarries bekannt. Die Schieferplatten wurden für die Dächer vieler öffentlicher Gebäude in Irland genutzt. Die Steinbrüche wurden 1956 geschlossen und füllten sich mit Wasser.
In der Nähe wurde in den 1990er Jahren ein neuer Steinbruch eröffnet, der aber nach mehreren Jahren ebenfalls aufgegeben wurde.

## Religion und Mythologie
Auf dem Laghtea Hill (Leacht Aodha) im Norden der Arra Mountains wurde aus Anlass des Eucharistischen Kongresses im Jahr 1932 ein Kreuz errichtet. Dieses wurde bereits 1940 durch Blitzschlag zerstört. Zur Jahrtausendwende wurde 2002 ein neues, 20 m hohes stählernes Kreuz errichtet.
Die mythologische Gestalt Fintan mac Bóchra soll hier in einer Höhle die Sintflut überlebt haben.